# 胡集街道
胡集街道，原名为西城街道，是中华人民共和国江苏省南通市海安市下辖的一个街道办事处。
2015年6月26日，江苏省人民政府批复同意撤销海安镇，以原海安镇西园居委会和光华、东庙、周吴、北景庄、兴环、连港、青萍港、胡集、谢河、拥徐、钟涵、园庄、田庄、谭港14个村委会区域，设立海安县西城街道办事处，办事处驻田庄村委会开元大道99号。
2020年5月，将西城街道更名为胡集街道。

## 行政区划
胡集街道下辖以下村级行政区划单位：
谭港社区、田庄社区、西园社区、园庄社区、胡集社区、谢河社区、东庙社区、光华社区、钟涵村、拥徐村、兴环村、北景庄村、连港村、青萍港村和周吴村。